# Children of the Universe
A Children of the Universe (magyarul: A világegyetem gyermekei) egy dal, amely az Egyesült Királyságot képviselte a 2014-es Eurovíziós Dalfesztiválon. A dalt az angol Molly Smitten-Downes adta elő angol nyelven.
A dalt 2014. március 3-án mutatták be a BBC: Red Button "The UK Launch" című műsorában.
Az Eurovíziós Dalfesztiválon a dalt a május 10-én rendezett döntőben, fellépési sorrendben utolsóként, azaz huszonhatodikként adták elő a san marinói Valentina Monetta Maybe című dala után.  A szavazás során 40 pontot szerzett, ez a 17. helyet jelentette a huszonhat fős mezőnyben.

## Slágerlistás helyezések
| Ország                           | Helyezés |
| -------------------------------- | -------- |
| Egyesült Királyság (UK Singles)  | 23.      |
| Ausztria (Ö3 Austria Top 40)     | 63.      |
| Belgium (Ultratip Flanders)      | 97.      |
| Dánia (Tracklisten)              | 37.      |
| Németország (Media Control AG)   | 94.      |
| Írország (IRMA)                  | 36.      |
| Skócia (Official Charts Company) | 15.      |
| Svédország (Sverigetopplistan)   | 31.      |
| Svájc (Schweizer Hitparade)      | 63.      |

## Lásd még
- Molly Smitten-Downes
- 2014-es Eurovíziós Dalfesztivál

## Külső hivatkozások
- Dalszöveg
- A Children of the Universe című dal bemutatója. YouTube
- A dal videóklipje. YouTube
- A dal első próbája a koppenhágai arénában. YouTube
- A dal második próbája a koppenhágai arénában. YouTube